# Matt Miazga
Matthew "Matt" Miazga (Clifton, 1995. július 19. –) amerikai válogatott labdarúgó, a Cincinnati hátvédje.

## Pályafutása
Az MLS egyik legjobb középső védője volt 2013-as debütálása óta, és fiatal kora ellenére, 2015-ben már bemutatkozott az Egyesült Államok válogatottjában. Miazgát az amerikai labdarúgás egyik legnagyobb tehetségének tartják, a 2015-ös U20-as labdarúgó-világbajnokságon szereplő csapat egyik kulcsembere volt.
2016 január 30-án négy és fél éves szerződést kötött az angol Chelseavel, akik 3 és fél millió fontért szerződtették.
2016 április 2-án mutatkozott be a londoni csapatban bajnoki mérkőzésen, az Aston Villa elleni bajnokin.
2016. augusztus 31-én egy szezonra kölcsönbe került a Vitesse csapatához, miután a spanyol Espanyol csapatánál papírmunkai hiba történt. 2017. július 28-án további egy szezonra ismét kölcsönbe került a holland klubhoz. 2018. augusztus 6-án a francia Nantes játékosa lett kölcsönbe. 2019. január 25-én fél szezonra került kölcsönbe a Reading csapatához, majd a következő szezon végéig meghosszabbították a szerződését. 2020. október 3-án a belga Anderlechthez adta kölcsönbe a klubja. 2021. augusztus 20-án a Deportivo Alavés játékosa lett ismételten kölcsönben.

## Statisztika

### A válogatottban
| Válogatott       | Év       | Pályára lépés | Gól |
| ---------------- | -------- | ------------- | --- |
| Egyesült Államok | 2015     | 1             | 0   |
| Egyesült Államok | 2016     | 1             | 0   |
| Egyesült Államok | 2017     | 2             | 1   |
| Egyesült Államok | 2018     | 7             | 0   |
| Egyesült Államok | 2019     | 7             | 0   |
| Egyesült Államok | 2020     | 2             | 0   |
| Egyesült Államok | 2021     | 2             | 0   |
| Egyesült Államok | 2023     | 4             | 0   |
| Összesen         | Összesen | 26            | 1   |

#### Góljai a válogatottban
| # | Időpont          | Helyszín                                                       | Ellenfél  | Gólok | Eredmény | Kiírás                     |
| - | ---------------- | -------------------------------------------------------------- | --------- | ----- | -------- | -------------------------- |
| 1 | 2017. július 15. | Cleveland Browns Stadion, Cleveland, Amerikai Egyesült Államok | Nicaragua | 3–0   | 3–0      | 2017-es CONCACAF-aranykupa |

## Sikerei, díjai

### Klub
- New York Red Bulls
  - Supporters' Shield: 2013, 2015

- Vitesse
  - Holland kupa: 2016–17

- Cincinnati
  - MLS – Alapszakasz győztese: 2023

### Válogatott
- USA
  - CONCACAF-aranykupa: 2017
  - CONCACAF Nemzetek Ligája: 2019–20

### Egyéni
- MLS All-Stars: 2023
- MLS - Az év védője: 2023
- MLS Év csapata: 2023